# Vayoel Moshe

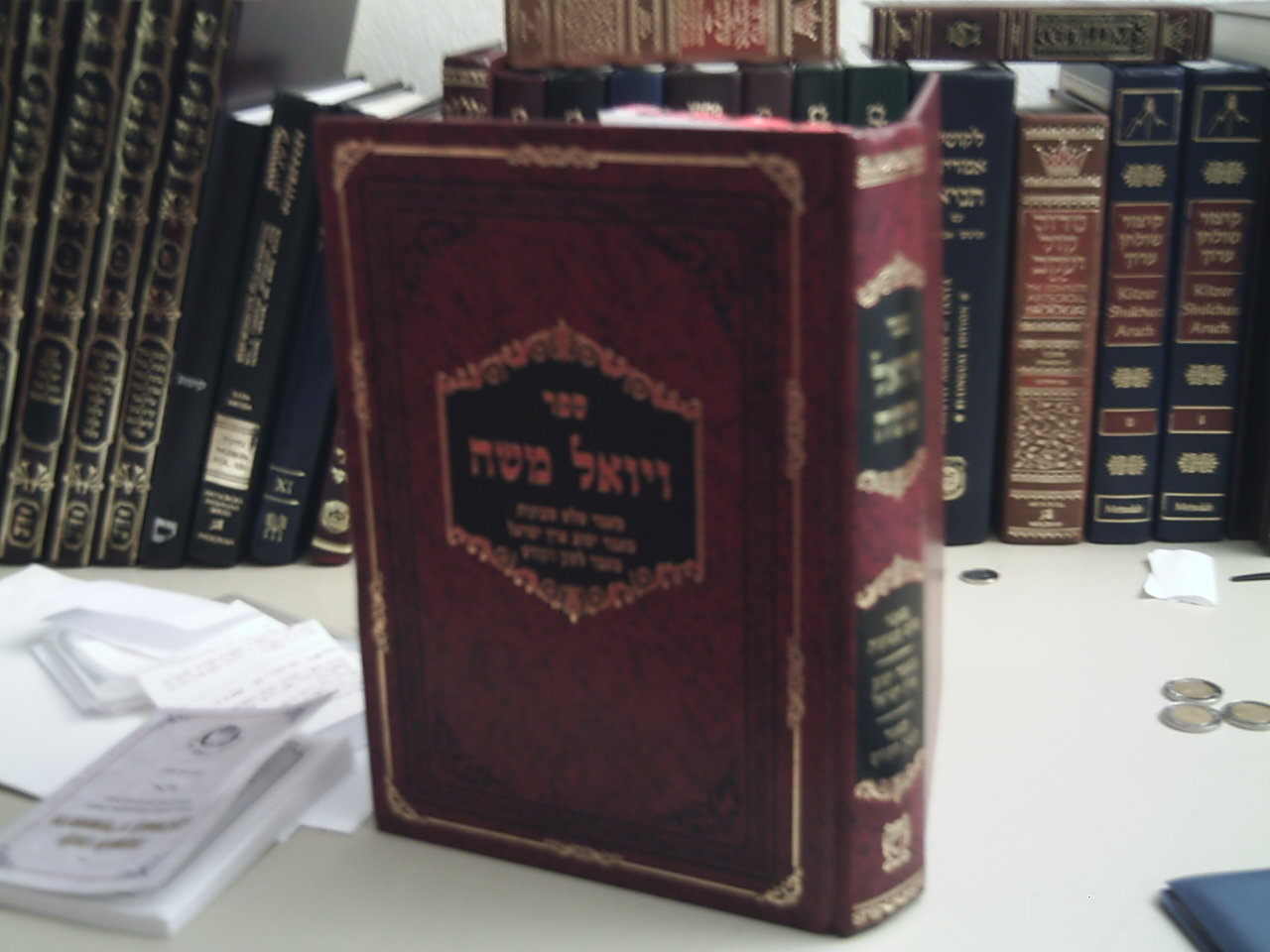
Het boek Vayoel Moshe

Vayoel Moshe (Hebreeuws: ויואל משה) is een boek tegen het zionisme, geschreven in 1961 door de chassidische rabbijn rebbe Joel Teitelbaum, tot aan zijn overlijden in 1979 leider van de honderdduizend leden tellende chassidische beweging Satmar, bekend als de Satmar Rov of de Satmar Rebbe.

## Acceptatie
Ook verschillende andere bewegingen zien het boek Vayoel Moshe als bindend in hun relaties met de staat. Hieronder vallen:
- Shomer Emunim, waarbij Toldos Aharon en Toldos Avraham Yitzchok horen
- Pshevorsk
- Dushinsky
- Een deel van de Breslover chassidische gemeenschap
- Neturei Karta
- Stropkov
- Brisk
- Sanz-Tshokove
- Munkatsh
- Vizhnitz - New York
- Spinka
- Pupa
- de Proesjim in Jeruzalem
- Mishkenos HoRoim
- Kahal Chassidei Yerushalayim

De meeste andere chassidische gemeenschappen (met uitzondering van met name Lubavitch en tevens Ger) accepteren de achtergrond van het boek, dat wil zeggen de argumenten die het boek geeft om zionisme te verwerpen, maar zijn het niet eens met de regels die de Satmar Rebbe oplegt met betrekking tot de zionistische staat (zoals het weigeren van geld van de staat en het niet deelnemen aan de verkiezingen).

## Nieuwe editie
In juni 2008 is een nieuwe, verkorte editie gepubliceerd. Deze editie is een samenvatting van de volledige editie, en is geschreven door leden van de Satmar-gemeenschap in Jeruzalem, met aanbevelingen van onder anderen de opperrabbijn van de Edah HaChareidis.

## Al HaGeulah VeAl HaTemurah
Dit boek, waarvan de titel betekent 'over de verlossing en over de verwisseling', behandelt de oorlogen van de staat Israël. Het is een tevens door de Satmar Rov geschreven zusterboek van Vayoel Moshe. Waar Vayoel Moshe een erg technisch boek is, dat veel verwijzingen geeft naar oudere halachische teksten, behandelt Al HaGeulah VeAl HaTemurah (Hebreeuws: על הגאולה ועל התמורה) meer de aardse achtergrond van al deze zaken, zoals het punt dat het zionisme als gevaar voor Joden in de gehele wereld wordt gezien.

## Samenvatting
Enkele standpunten uit Vayoel Moshe:
- De zionisten zijn het grootste kwaad en ergste gevaar dat de Joodse wereld ooit bedreigd heeft.
- Ieder contact met de zionistische staat moet vermeden worden.
- Het is verboden om geld aan te nemen van de zionistische staat.
- Het is verboden om actief of passief deel te nemen aan de verkiezingen van de zionistische staat.
- Het is toegestaan voor enkelingen om in kleine getallen naar het Heilige Land te trekken, zolang zij zich niet verzetten tegen het daar wonende volk door te proberen de macht te grijpen.
- Het is verboden voor het Joodse volk om een leger te hebben.
- De zionisten zijn verantwoordelijk voor de Shoah (Holocaust).
- De zionisten brengen Joden over de hele wereld in dodelijk gevaar door hun handelingen.
- Moslims zijn geen afgodendienaren.
- De religieuze zionisten zijn nog erger dan de seculiere zionisten en proberen het zionisme in de ogen van de wereld goed te praten door er een Thoravlag aan te hangen.
- Joden mogen voor de komst van de Messias geen eigen staat hebben en niet massaal naar het Heilige Land emigreren.
- De zionisten besmetten de gehele wereld met hun onreinheid.

Een ander punt waar de Satmar Rebbe zijn volgelingen op wees is dat het volgens hem de taak van iedere Jood is om tegen het zionisme te strijden. Deze strijd is niet enkel voor de rabbijnen om te voeren, maar voor iedereen, jong en oud.

## Kritiek
Sommigen bekritiseren het boek en de achterliggende ideologie. Een bekend argument dat veel zionistische Joden geven is dat het hier slechts een 'klein aantal extremisten' betreft. Satmar alleen telt echter circa 120.000 leden wereldwijd, aangevuld met tienduizenden aanhangers van andere bewegingen zoals Brisk, Toldos Aharon en Vizhnitz, die Vayoel Moshe ook als bindende wetgeving zien.